# Eddie Hopkinson
Edward „Eddie“ Hopkinson (* 29. Oktober 1935 in Wheatley Hill, County Durham; † 25. April 2004 in Royton, Lancashire) war ein englischer Fußballtorhüter. Obwohl nur rund 175 cm groß, gehörte der 14-fache englische Nationalspieler zum Kader für die WM 1958 und stand zwischen 1952 und 1969 insgesamt bei 578 Pflichtspielen im Kasten der Bolton Wanderers.
Hopkinson begann seine Fußballlaufbahn 1951 beim unterklassigen Club Oldham Athletic, wechselte aber bereits nach drei Pflichtspielen in der Third Division South zum Erstligisten Bolton Wanderers, während er bei Oldham lediglich Halbtags-Fußballer war, gab er nach drei Monaten bei den Wanderers seinen Job auf und wurde Vollprofi, auch wegen seiner Wehrpflichtszeit bei der Royal Air Force kam er jedoch erst vier Jahre später zu seinem Erstligadebüt, etablierte sich aber auf Anhieb als Leistungsträger der Liga. Nach sechs Monaten war er bereits Stammkeeper der englischen U-23-Auswahl und im Oktober 1967 erstmals im Tor der A-Nationalmannschaft, wurde aber kurz vor der WM 1958 von Colin McDonald auf die Bank verdrängt. Hopkinson bekam 1959 eine zweite Chance als Nummer eins Englands, wurde aber erneut und diesmal endgültig verdrängt.
Obwohl er bei der WM lediglich Ersatzmann blieb, wurde der Sommer sein erfolgreichster, als er durch einige starke Paraden den Sieg im Endspiel des FA Cups über Manchester United sichern konnte. Nachdem er bis in die Mitte der 1960er Jahre gute Leistungen hatte zeigen können, wurde er in der zweiten Hälfte des Jahrzehnts immer wieder von jüngeren Spielern auf die Bank verdrängt, bevor er 1969 verletzungsbedingt endgültig zurücktreten musste.
Nach seiner aktiven Zeit arbeitete Hopkinson als Trainer, zuerst der Jugend- und Reserveteams der Wanderers, von 1975 bis 1979 als Kotrainer von Stockport County – wo zu dieser Zeit sein Sohn Paul als Torwart unter Vertrag stand, bevor er 1979 als Torwarttrainer zu den Wanderers zurückkehrte. Später wurde er Repräsentant in der chemischen Industrie.